# Dagmawit Moges
Dagmawit Moges (Addis Abeba, 10 dicembre 1983) è una politica etiope, parlamentare e ministro dei trasporti dell'Etiopia.
Ha svolto il ruolo di portavoce per il comune di Addis Abeba, del quale è diventata vice-sindaco nel luglio 2018.
Nell'ottobre 2018, è stata nominata Ministro dei trasporti nel governo di Abiy Ahmed.